# 匈牙利东方学院学报
匈牙利东方学院学报（拉丁語：Acta Orientalia Academiae Scientiarum Hungaricae）是一份以季刊形式出版的有同行评审的学术期刊，收录文章的范围为东方研究，包括突厥语、蒙古语、满-通古斯语、汉语、藏语、印度雅利安语、伊朗语及闪语的语文学、语言学、文学及历史学研究。由匈牙利科学院下属的科学院出版社 (匈牙利)负责出版，其创立者及首任主编为著名的匈牙利汉学家、蒙古学家、突厥学家和普通阿尔泰学家李盖提，现任主编是康高宝。目前在其官网上订阅者可在线获取其刊登的所有文章。

## 摘要及索引
该期刊在艺术人文引文索引、语言学文献目录、EBSCO信息服务、美国现代语言学会及Scopus等平台上有摘要及索引。